# بيلك
| بيلك، المتحدة.    |                                                                                  |
| ----------------- | -------------------------------------------------------------------------------- |
| النوع             | عام                                                                              |
| الصنعة            | تجزئة                                                                            |
| أنشئت             | عام 1888 في (مونرو في ولاية كارولاينا الشمالية في الولايات المتحدة)              |
| عدد الفروع        | 306 (في شهر يناير 2012)                                                          |
| المنتجات          | الملابس والأحذية والمفارش والأثاث والمجوهرات ومستحضرات التجميل ومستلزمات المنزل. |
| الأرباح           | 4.1$ مليار (في 2014)                                                             |
| الموظفين          | 24,700 (حسب التقرير السنوي لعام 2014)                                            |
| الموقع الإلكتروني | http://www.belk.com                                                              |

بيلك المتحدة هي محلات شاملة تتنوع من المتوسطة إلى الراقية. أنشئها ويليام هينري بيلك عام 1888 في مورنو في ولاية كارولاينا الشمالية. وهي أكبر شركة محلات شاملة مملوكة ومشغلة بواسطة أسرة حيث تملك 306 محلات في 16 ولاية. يملك الشركة الجيل الثالث من قادة عائلة بيلك. تقدم محلات بيلك ووموقعه الإلكتروني علامات تجارية محلية وطابع خاص من تصاميم الملابس والأحذية والاكسسوارات ومستحضرات التجميل وسجل للأعراس وتأثيث المنزل. تتنافس بيلك مع المحلات الشاملة مثل جي سي بيني (J.C.Penney) وكولز (Kohl's). المواقع المميزة أكبر وتبيع منتجات الأرقى ومتخصصة في العلامات التجارية للبيع. ولذلك فهي تتنافس مع محلات التجزئة الأكبر مثل ديلاردز (Dillard's) ومايسيز (Macy's).
التاريخ 
شعار «كلها لك!» استخدم من آواخر التسعينيات الميلادية وبعدها. أنشئها وليام هنري بيلك عام 1888 في مونرو في ولاية كارولاينا الشمالية والآن في في ضواحي شارلوت. كان المحل يدعى «نيويورك راكيت» وبعدها «الإخوة بيلك» بعد أن أصبح شقيقه جون بيلك (معالج فيزيائي) شريكاً له.
نقل الشركة مقرها الرئيسي إلى شارلوت وافتتحت محلا في موقع مميز على شارع ترايد آند تايرون في وسط مدينة شارلوت.
نمت هذه التجارة باطراد معتمدة على مبدأ «بيع الصفقات» والدعاية لتنمية التجارة وتزايد تأثيرها في الجنوب.
لا تزال أسرة بيلك تدير هذه المجموعة (بالرغم من أنها مفتوحة للتداول في سوق OTCBB بجميع أسهمها من الفئة أ والفئة ب، حسب وثيقة SEC لعام 2011 . 90% من أسهم الفئة أ هي مملوكة من أسرة بيلك [2]) وتملك 306 فرع في 19 ولاية وخصوصا ولايتيّ كارولاينا، وأتلانتا وبيرمينجهام. تملك منطقة أتلانتا الآن أكبر تركيز من متاجر بيلك في أي من أسواقها. متجر بيلك في أقصى الغرب يقع في كيرفيل بولاية تيكساس بينما في أقصى الشمال يقع في ويستمينستر بولاية ميرلاند ومتجر بيلك في أقصى الجنوب يقع في فورت ميرز في ولاية فلوريدا. أنتجت بيلك في عام 2006 US$2.97 مليار في المبيعات ووظفت 17,900 شخصاً.
خلال الربع الأخير من عام 2005 أكملت بيلك بيع طابعهم الخاص في البطاقات الائتمانية، بنك بيلك الدولي إلى بنك GE المالي. وأعطي المستهلكون بطاقات ائتمانية جديدة بدلاً من البطاقات القديمة المقدمة من BNB. أصدرت الآن جميع بطاقات بيلك بشكل جديد مقدمة من بنك GE المالي.
في الخامس من يوليو عام 2005 أتمت بيلك صفقة شراء 47 محلاً شاملاً لبروفيتز ومكريز (Proffitt's and McRae's department stores) من شركة ساكس المتحدة. أنهت بيلك تحويل 39 من هذه المحلات إلى متاجر تحمل اسم بيلك في الثامن من مارس من عام 2008. بعد سنة من ذلك اشترت بيلك 38 متجراً باريساً شاملاً من ساكس في الثاني من أكتوبر 2006 وقد حولت أغلبها إلى متاجر تحمل اسم بيلك في 12.7.2007 ولكن بعض هذه المتاجر أغلقت لحالات التكرار في المتاجر. مثل المتجر الباريسي في مجمع بارنز كروسينج في توبيلو، ميسيسيبي ومركز ريتشلاند للتسوق (ميد تاون في الغابة) ومركز كلومبينا في كولومبيا،كارولينا الجنوبية، ومركزسيتيدال في تشارلستون، كارولاينا الجنوبية.باعت شركة بيلك على شركة متاجر بونتون المتحدة أربع متاجر وهي في: انديانا وميتشيغان وأهايو ومتجر في مرحلة البناء في ذلك الوقت في ميتشغان.
وتدير بيلك حالياً متجر في منطقة برانسون لاندينج في برانسون بولاية ميسوري أيضاً.
أتاحت بيلك للمستفيدين بعض التجارة الالكترونية على موقعها Belk.com رغم أنها استحوذت على السوق العالمي للتجارة. تأثيث المنزل مثل المفارش وأجهزة المطبخ الصغيرة والأواني والكريستالات متاحة منذ سنوات للمتسوقين عبر الإنترنت كجزء من قائمة هدايا الزفاف. أعادت بيلك اطلاق موقعها الإلكتروني وقوائم الهدايا في الخامس عشر من سبتمبر عام 2008. المنتجات ذات الطوابع الخاصة بالمشاهير هي متطلب آخر ويشمل ذلك الشراكة مع الممثلة كريستين ديفيس كريستين دافيس للملابس والاكسسوارات النسائية والتي اطلقت للمرة الأولى في خريف عام 2005 في 125 متجراً وفي الموقع الإلكتروني أيضاً. ولكن خط الإنتاج هذا قد ألغي في أواخر عام 2009.